# Delüün
Cet article possède un paronyme, voir Delune.
Delüün (mongol : ᠳᠡᠯᠢᠭᠦᠨ
ᠰᠤᠮᠤ, VPMC : bulaɣan sumu, cyrillique : Дэлүүн сум, MNS : Delüün sum) est un sum du aïmag de Bayan-Ölgii, à l’extrémité Ouest de la Mongolie, principalement peuplée de Kazakhs.